# Pierre Dipy
Pierre Dipy (* in Aleppo; † 1709 in Paris) war Maronit, Orientalist und Bibliothekar.
Der mit einer Französin, Marie de Musnier, verheiratete Maronit übernahm nach dem Tod von Pierre Vattier den Lehrstuhl für Arabisch und Syrisch am Collège Royal in Paris. 1669 reiste er zwecks Ankauf von Handschriften für die Königliche Bibliothek in den Orient. Nach der Rückkehr erhielt er den Auftrag zur Katalogisierung ihrer orientalischen Handschriften und Bücher. Er fertigte Kataloge der arabischen, persischen und türkischen Bestände der Bibliothèque du Roi und der orientalischen Handschriften des Ministers Jean-Baptiste Colbert. Insgesamt wirkte er 39 Jahre an der Königlichen Bibliothek, Vorläuferin der heutigen Bibliothèque nationale de France.